# Leptomesosa minor
Leptomesosa minor là một loài bọ cánh cứng trong họ Cerambycidae.